# Финансова криза в Русия (1998)
Финансовата криза в Русия от 1998 г. е следствие от тежката икономическа ситуация в страната, която е в период на неефективни макроикономически политики следвани в държавното управление в средата на 1990-те години.
Русия води в средата на 90-те години на 20 век трудна парична политика (контрол на инфлацията за сметка на непарично финансиране на бюджета и в условията на надценена рубла), комбинирана с мека бюджетна политика (ненужно раздут държавен бюджет). 
Непосредствен повод за избухване на кризата дават два външни фактора:
1. резкия спад на световните цени на горивата и енергията (основа на руския износ)
2. финансовата криза в Югоизточна Азия, която избухва в средата на 1997 г.

С цел стабилизация на ситуацията, руското правителство и Централната банка на Руската федерация предприемат извънредни мерки. На 17 август 1998 г. е обявено спирането на плащането по държавния дълг. Същевременно е обявен отказ от фиксиран обменен курс на рублата спрямо долара, който предходно се осъществява посредством масирани интервенции на долари на финансовия пазар от страна на Централната банка на Русия. Тези действия дават деструктивен ефект върху пазарите и цялостното икономическо състояние на Русия.
Кризата отшумява в края на 1998 г., но същата нанася сериозни икономически вреди на Русия.